# Jurodes minor
Jurodes minor is een keversoort uit de familie Jurodidae. De wetenschappelijke naam van de soort is voor het eerst geldig gepubliceerd in 1990 door Ponomarenko.